# Friidrott vid olympiska sommarspelen 2008
Friidrotten under OS i Peking 2008 hölls i Pekings Nationalstadion mellan den 15 augusti och den 24 augusti 2008. Maratonloppen startade vid Himmelska fridens torg med målgång i stadion.
Finalerna ägde i allmänhet rum klockan 19 – 23 lokal tid. Maraton startade 7.30 lokal tid, gångtävlingarna liknande tid.
Den 10 juni 2010 meddelades att CAS ger tillbaka medaljerna till Ivan Tsichan och Vadim Devjatovskij då man menade att IOK:s dopningsprov från Peking "behandlats illa" 

## Medaljtabell
| Pl.   | Nation              | Guld | Silver | Brons | Totalt |
| ----- | ------------------- | ---- | ------ | ----- | ------ |
| 1     | USA                 | 7    | 10     | 8     | 25     |
| 2     | Kenya               | 6    | 4      | 6     | 16     |
| 3     | Jamaica             | 5    | 4      | 2     | 11     |
| 4     | Ryssland            | 5    | 1      | 4     | 10     |
| 5     | Etiopien            | 4    | 2      | 1     | 7      |
| 6     | Kuba                | 2    | 1      | 3     | 6      |
| 7     | Belgien             | 2    | 0      | 0     | 2      |
| 8     | Storbritannien      | 1    | 2      | 5     | 8      |
| 9     | Australien          | 1    | 2      | 1     | 4      |
| 9     | Ukraina             | 1    | 2      | 1     | 4      |
| 11    | Norge               | 1    | 1      | 0     | 2      |
| 11    | Nya Zeeland         | 1    | 1      | 0     | 2      |
| 11    | Polen               | 1    | 1      | 0     | 2      |
| 11    | Trinidad och Tobago | 1    | 1      | 0     | 2      |
| 15    | Brasilien           | 1    | 0      | 2     | 3      |
| 16    | Italien             | 1    | 0      | 1     | 2      |
| 17    | Estland             | 1    | 0      | 0     | 1      |
| 17    | Kamerun             | 1    | 0      | 0     | 1      |
| 17    | Panama              | 1    | 0      | 0     | 1      |
| 17    | Portugal            | 1    | 0      | 0     | 1      |
| 17    | Rumänien            | 1    | 0      | 0     | 1      |
| 17    | Slovenien           | 1    | 0      | 0     | 1      |
| 17    | Tjeckien            | 1    | 0      | 0     | 1      |
| 24    | Belarus             | 0    | 2      | 1     | 3      |
| 25    | Nigeria             | 0    | 2      | 0     | 2      |
| 26    | Kina                | 0    | 1      | 3     | 4      |
| 27    | Frankrike           | 0    | 1      | 2     | 3      |
| 28    | Bahamas             | 0    | 1      | 1     | 2      |
| 28    | Marocko             | 0    | 1      | 1     | 2      |
| 30    | Ecuador             | 0    | 1      | 0     | 1      |
| 30    | Japan               | 0    | 1      | 0     | 1      |
| 30    | Kazakstan           | 0    | 1      | 0     | 1      |
| 30    | Kroatien            | 0    | 1      | 0     | 1      |
| 30    | Lettland            | 0    | 1      | 0     | 1      |
| 30    | Sudan               | 0    | 1      | 0     | 1      |
| 30    | Sydafrika           | 0    | 1      | 0     | 1      |
| 30    | Tyskland            | 0    | 1      | 0     | 1      |
| 38    | Kanada              | 0    | 0      | 2     | 2      |
| 39    | Finland             | 0    | 0      | 1     | 1      |
| 39    | Litauen             | 0    | 0      | 1     | 1      |
| Total | Total               | 47   | 48     | 46    | 141    |

## Medaljörer

### Damer
| Gren                            | Guld                                                                               | Guld          | Silver                                                                                              | Silver        | Brons                                                                          | Brons      |
| 100 meter Detaljer...           | Shelly-Ann Fraser Jamaica                                                          | 10,78         | Sherone Simpson Jamaica Kerron Stewart Jamaica                                                      | 10,98         | ej utdelad                                                                     | ej utdelad |
| 200 meter Detaljer...           | Veronica Campbell-Brown Jamaica                                                    | 21,74         | Allyson Felix USA                                                                                   | 21,93         | Kerron Stewart Jamaica                                                         | 22,00      |
| 400 meter Detaljer...           | Christine Ohuruogu Storbritannien                                                  | 49,62         | Shericka Williams Jamaica                                                                           | 49,69         | Sanya Richards USA                                                             | 49,93      |
| 800 meter Detaljer...           | Pamela Jelimo Kenya                                                                | 1.54,87       | Janeth Jepkosgei Kenya                                                                              | 1.56,07       | Hasna Benhassi Marocko                                                         | 1.56,73    |
| 1 500 meter Detaljer...         | Nancy Jebet Langat Kenya                                                           | 4.00,23       | Irina Lisjtjinska Ukraina                                                                           | 4.01,63       | Natalija Tobias Ukraina                                                        | 4.01,78    |
| 5 000 meter Detaljer...         | Tirunesh Dibaba Etiopien                                                           | 15.41,40      | Meseret Defar Etiopien                                                                              | 15.44,12      | Sylvia Jebiwott Kibet Kenya                                                    | 15.44,96   |
| 10 000 meter Detaljer...        | Tirunesh Dibaba Etiopien                                                           | 29.54,66 0OR0 | Shalane Flanagan USA                                                                                | 30.22,22 0AR0 | Linet Chepkwemoi Masai Kenya                                                   | 30.26,50   |
| Maraton Detaljer...             | Constantina Tomescu Rumänien                                                       | 2:26.44       | Catherine Ndereba Kenya                                                                             | 2:27.06       | Zhou Chunxiu Kina                                                              | 2:27.07    |
|                                 |                                                                                    |               | |               |                                                                                |            |
| 4×100 meter stafett Detaljer... | Belgien Olivia Borlée Hanna Mariën Élodie Ouédraogo Kim Gevaert                    | 42,54 0NR0    | Nigeria Ene Franca Idoko Gloria Kemasuode Halimat Ismaila Oludamola Osayomi Agnes Osazuwa*          | 43,04         | Brasilien Rosemar Coelho Neto Lucimar de Moura Thaíssa Presti Rosangela Santos | 43,14      |
| 4×400 meter stafett Detaljer... | USA Mary Wineberg Allyson Felix Monique Henderson Sanya Richards Natasha Hastings* | 3.18,54       | Jamaica Shericka Williams Shereefa Lloyd Rosemarie Whyte Novlene Williams-Mills Bobby-Gaye Wilkins* | 3.20,40       | Storbritannien Christine Ohuruogu Kelly Sotherton Marilyn Okoro Nicola Sanders | 3.22,68    |
|                                 |                                                                                    |               | |               |                                                                                |            |
| 100 meter häck Detaljer...      | Dawn Harper USA                                                                    | 12,54         | Sally McLellan Australien                                                                           | 12,64         | Priscilla Lopes-Schliep Kanada                                                 | 12,64      |
| 400 meter häck Detaljer...      | Melaine Walker Jamaica                                                             | 52,64 0OR0    | Sheena Tosta USA                                                                                    | 53,70         | Tasha Danvers Storbritannien                                                   | 53,84      |
| 3 000 meter hinder Detaljer...  | Gulnara Samitova Ryssland                                                          | 8.58,81 0VR0  | Eunice Jepkorir Kenya                                                                               | 9.07,41       | Tatiana Archipova Ryssland                                                     | 9.12,33    |
|                                 |                                                                                    |               | |               |                                                                                |            |
| 20 kilometer gång Detaljer...   | Olga Kaniskina Ryssland                                                            | 1:26.31 0OR0  | Kjersti Tysse Plätzer Norge                                                                         | 1:27.07 0NR0  | Elisa Rigaudo Italien                                                          | 1:27.12    |
|                                 |                                                                                    |               | |               |                                                                                |            |
| Höjdhopp Detaljer...            | Tia Hellebaut Belgien                                                              | 2,05 m        | Blanka Vlašić Kroatien                                                                              | 2,05 m        | Chaunté Howard USA                                                             | 1,99 m     |
| Längdhopp Detaljer...           | Maurren Maggi Brasilien                                                            | 7,04 m        | Blessing Okagbare Nigeria                                                                           | 6,91 m        | Chelsea Hammond Jamaica                                                        | 6,79 m     |
| Stavhopp Detaljer...            | Jelena Isinbajeva Ryssland                                                         | 5,05 m 0VR0   | Jennifer Stuczynski USA                                                                             | 4,80 m        | Svetlana Feofanova Ryssland                                                    | 4,75 m     |
| Tresteg Detaljer...             | Françoise Mbango Etone Kamerun                                                     | 15,39 m 0OR0  | Olga Rypakova Kazakstan                                                                             | 15,11 m       | Yargelis Savigne Kuba                                                          | 15,05 m    |
|                                 |                                                                                    |               | |               |                                                                                |            |
| Diskuskastning Detaljer...      | Stephanie Brown Trafton USA                                                        | 64,74 m       | Olena Antonova Ukraina                                                                              | 62,59 m       | Song Aimin Kina                                                                | 62,20 m    |
| Kulstötning Detaljer...         | Valerie Vili Nya Zeeland                                                           | 20,56 m       | Misleydis González Kuba                                                                             | 19,50 m       | Gong Lijiao Kina                                                               | 19,20 m    |
| Släggkastning Detaljer...       | Yipsi Moreno Kuba                                                                  | 75,20 m       | Zhang Wenxiu Kina                                                                                   | 74,32 m       | Manuela Montebrun Frankrike                                                    | 72,54 m    |
| Spjutkastning Detaljer...       | Barbora Špotáková Tjeckien                                                         | 71,42 m       | Christina Obergföll Tyskland                                                                        | 66,13 m       | Goldie Sayers Storbritannien                                                   | 65,75 m    |
|                                 |                                                                                    |               | |               |                                                                                |            |
| Sjukamp Detaljer...             | Natalja Dobrynska Ukraina                                                          | 6733          | Hyleas Fountain USA                                                                                 | 6619          | Kelly Sotherton Storbritannien                                                 | 6517       |

Noteringar
1. ↑  Elvan Abeylegesse från Turkiet tog ursprungligen silvermedaljen men diskvalificerades under 2017 efter att prover från VM 2005 och 2007 testats positivt för doping.[2]
2. ↑  Elvan Abeylegesse från Turkiet tog ursprungligen silvermedaljen men diskvalificerades under 2017 efter att prover från VM 2005 och 2007 testats positivt för doping.[2]
3. ↑  Det ryska laget tog guldmedaljen men fråntogs den 2016 då Julia Tjermosjanskaja testats positivt för turinabol och stanozolol.[3]
4. ↑  Det ryska laget tog ursprungligen silvermedaljen men fråntogs den 2016 då Tatiana Firova diskvalificerats för doping efter att proverna testats om 2016.[4] Då även det från början fjärdeplacerade vitryska laget diskvalificerats på grund av Svjatlana Usovitjs positiva dopingtest gick bronset istället till Storbritannien.[5]
5. ↑  Jekaterina Volkova från Ryssland tog ursprungligen en bronsmedalj men diskvalificerades 2016 då hennes omprover testats positivt för turinabol.[6]
6. ↑  Anna Tjitjerova från Ryssland tog bronsmedaljen men diskvalificerades 2016 då hennes omprover testats positivt för turinabol.[7] Även den fjärdeplacerade ryskan Jelena Slesarenko och femteplacerade ukrainskan Vita Palamar diskvalificerades för positiva dopingprover.[8]
7. ↑  Tatiana Lebedeva från Ryssland tog ursprungligen silvermedaljen men diskvalificerades 2017 då hennes omprover testats positivt för turinabol.[9]
8. ↑  Hrysopiyí Devetzí från Grekland tog ursprungligen en bronsmedalj men diskvalificerades 2016 då hennes omprover testats positivt för stanozolol.[8] Senare diskvalificerades även silvermedaljören Tatiana Lebedeva från Ryssland vars omprover testats positivt för turinabol.[9]
9. ↑  Yarelis Barrios från Kuba tog ursprungligen silvermedaljen men diskvalificerades i september 2016 då hennes omprover testats positivt för acetazolamid.[10]
10. ↑  Vitryskorna Natallja Michnevitj och Nadzeja Astaptjuk tog ursprungligen silver respektive brons men de diskvalificerades båda under 2016, Michnevitj efter att ha testats positivt för metandrostenolon och stanozolol, Astaptjuk efter att ha testat positivt för turinabol.[5][11]
11. ↑  Aksana Miankova från Vitryssland vann ursprungligen guldet men diskvalificerades i november 2016 då omproverna testats positivt för turinabol och oxandrolon.[5]
12. ↑  Maria Abakumova från Ryssland tog ursprungligen silvermedaljen men diskvalificerades i september 2016 då hennes omprover testats positivt för turinabol.[12]
13. ↑  Ljudmila Blonska från Ukraina tog ursprungligen silvermedaljen men blev fråntagen den då hon testades positivt för anabola steroider i samband med tävlingen.[13] Tatiana Tjernova från Ryssland som tilldelats bronsmedaljen efter att Blonska diskvalificerats blev själv diskvalificerad i april 2017 då hennes omprover testats positivt för turinabol.[14]

### Herrar
| Gren                            | Guld                                                                                               | Guld          | Silver                                                                                        | Silver   | Brons                                                                      | Brons     |
| 100 meter Detaljer...           | Usain Bolt Jamaica                                                                                 | 9,69 0VR0     | Richard Thompson Trinidad och Tobago                                                          | 9,89     | Walter Dix USA                                                             | 9,91      |
| 200 meter Detaljer...           | Usain Bolt Jamaica                                                                                 | 19,30 0VR0    | Shawn Crawford USA                                                                            | 19,96    | Walter Dix USA                                                             | 19,98     |
| 400 meter Detaljer...           | LaShawn Merritt USA                                                                                | 43,75         | Jeremy Wariner USA                                                                            | 44,74    | David Neville USA                                                          | 44,80     |
| 800 meter Detaljer...           | Wilfred Bungei Kenya                                                                               | 1.44,65       | Ismail Ahmed Ismail Sudan                                                                     | 1.44,70  | Alfred Yego Kenya                                                          | 1.44,82   |
| 1 500 meter Detaljer...         | Asbel Kipruto Kiprop Kenya                                                                         | 3.33,11       | Nicholas Willis Nya Zeeland                                                                   | 3.34,16  | Mehdi Baala Frankrike                                                      | 3.34,21   |
| 5 000 meter Detaljer...         | Kenenisa Bekele Etiopien                                                                           | 12.57,82 0OR0 | Eliud Kipchoge Kenya                                                                          | 13.02,80 | Edwin Cheruiyot Soi Kenya                                                  | 13.06,22  |
| 10 000 meter Detaljer...        | Kenenisa Bekele Etiopien                                                                           | 27.01,17 0OR0 | Sileshi Sihine Etiopien                                                                       | 27.02,77 | Micah Kogo Kenya                                                           | 27.04,11  |
| Maraton Detaljer...             | Samuel Wanjiru Kenya                                                                               | 2:06.32 0OR0  | Jaouad Gharib Marocko                                                                         | 2:07.16  | Tsegay Kebede Etiopien                                                     | 2:10.00   |
|                                 | |               |                                                                                               |          |                                                                            |           |
| 4×100 meter stafett Detaljer... | Trinidad och Tobago Keston Bledman Marc Burns Emmanuel Callander Richard Thompson Aaron Armstrong* | 38,06         | Japan Naoki Tsukahara Shingo Suetsugu Shinji Takahira Nobuharu Asahara                        | 38,15    | Brasilien Vicente de Lima Sandro Viana Bruno de Barros José Carlos Moreira | 38,24     |
| 4×400 meter stafett Detaljer... | USA LaShawn Merritt Angelo Taylor David Neville Jeremy Wariner Kerron Clement* Reggie Witherspoon* | 2.55,39 0OR0  | Bahamas Andretti Bain Michael Mathieu Andrae Williams Chris Brown Avard Moncur* Ramon Miller* | 2.58,03  | Storbritannien Martyn Rooney Andrew Steele Robert Tobin Michael Bingham    | 2.58,81   |
|                                 | |               |                                                                                               |          |                                                                            |           |
| 110 meter häck Detaljer...      | Dayron Robles Kuba                                                                                 | 12,93         | David Payne USA                                                                               | 13,17    | David Oliver USA                                                           | 13,18     |
| 400 meter häck Detaljer...      | Angelo Taylor USA                                                                                  | 47,25         | Kerron Clement USA                                                                            | 47,98    | Bershawn Jackson USA                                                       | 48,06     |
| 3 000 meter hinder Detaljer...  | Brimin Kipruto Kenya                                                                               | 8.10,34       | Mahiedine Mekhissi-Benabbad Frankrike                                                         | 8.10,49  | Richard Mateelong Kenya                                                    | 8.11,01   |
|                                 | |               |                                                                                               |          |                                                                            |           |
| 20 kilometer gång Detaljer...   | Valerij Bortjin Ryssland                                                                           | 1:19.01       | Jefferson Pérez Ecuador                                                                       | 1:19.15  | Jared Tallent Australien                                                   | 1:19.42   |
| 50 kilometer gång Detaljer...   | Alex Schwazer Italien                                                                              | 3:37.09 0OR0  | Jared Tallent Australien                                                                      | 3:39.27  | Denis Nizjegorodov Ryssland                                                | 3:40.14   |
|                                 | |               |                                                                                               |          |                                                                            |           |
| Höjdhopp Detaljer...            | Andrej Silnov Ryssland                                                                             | 2,36 m        | Germaine Mason Storbritannien                                                                 | 2,34 m   | Jaroslav Rybakov Ryssland                                                  | 2,34 m    |
| Längdhopp Detaljer...           | Irving Saladino Panama                                                                             | 8,34 m        | Godfrey Khotso Mokoena Sydafrika                                                              | 8,24 m   | Ibrahim Camejo Kuba                                                        | 8,20 m    |
| Stavhopp Detaljer...            | Steven Hooker Australien                                                                           | 5,96 m 0OR0   | Jevgenij Lukjanenko Ryssland                                                                  | 5,85 m   | Derek Miles USA                                                            | 5,70 m    |
| Tresteg Detaljer...             | Nelson Évora Portugal                                                                              | 17,67 m       | Phillips Idowu Storbritannien                                                                 | 17,62 m  | Leevan Sands Bahamas                                                       | 17,59 m   |
|                                 | |               |                                                                                               |          |                                                                            |           |
| Diskuskastning Detaljer...      | Gerd Kanter Estland                                                                                | 68,82 m       | Piotr Małachowski Polen                                                                       | 67,82 m  | Virgilijus Alekna Litauen                                                  | 67,79 m   |
| Kulstötning Detaljer...         | Tomasz Majewski Polen                                                                              | 21,51 m       | Christian Cantwell USA                                                                        | 21,09 m  | Dylan Armstrong Kanada                                                     | 21.04 m   |
| Släggkastning Detaljer...       | Primož Kozmus Slovenien                                                                            | 82,02 m       | Vadzim Dzevjatoŭski Belarus                                                                   | 81,61 m  | Ivan Tsichan Belarus                                                       | 81,51 m   |
| Spjutkastning Detaljer...       | Andreas Thorkildsen Norge                                                                          | 90,57 m 0OR0  | Ainārs Kovals Lettland                                                                        | 86,64 m  | Tero Pitkämäki Finland                                                     | 86,16 m   |
|                                 | |               |                                                                                               |          |                                                                            |           |
| Tiokamp Detaljer...             | Bryan Clay USA                                                                                     | 8791          | Andrej Kraŭtjanka Belarus                                                                     | 8551     | Leonel Suárez Kuba                                                         | 8527 0NR0 |

Noteringar
1. ↑  Rashid Ramzi från Bahrain vann ursprungligen guldet men diskvalificerades 2009 då omproverna testats positivt för CERA (tredje generationens EPO).[15]
2. ↑  Det jamaicanska laget vann guld men fråntogs vinsten i januari 2017 då Nesta Carter testats positivt för metylhexanamin.[9]
3. ↑  Det ryska laget tog ursprungligen bronsmedaljen men fråntogs den 2016 då Denis Aleksejev diskvalificerats för doping efter att proverna testats om 2016.[12]
4. ↑  Denis Jurtjenko från Ukraina tog ursprungligen en bronsmedalj men diskvalificerades 2016 då hans omprover testats positivt för turinabol.[8]
5. ↑  Andrej Michnevitj från Vitryssland tog bronset men livtidsavstängdes 2013 på grund av doping och hans resultat från tävlingarna i Peking ströks 2014.[16]
6. ↑  Vitryssarna Vadzim Dzevjatoŭski och Ivan Tjichan blev tvåa respektive trea i släggkastningen men blev diskvalificerade för att ha varit dopade. IOC utredde därefter ärendet och de fick 2010 tillbaka sin medaljer på grund av bristande rutiner vid dopingkontrollen.[17]

Denna tabell: visa • redigera

## Kvalregler

### Individuella grenar
Varje nation fick anmäla högst 3 friidrottare per gren, alla tre måste då ha uppnått A-kvalgränsen.
A-kvalgränsen måste ha blivit uppnådd mellan 1 januari 2007 och 23 juli 2008. Nationer som inte hade någon friidrottare som uppnått A-kvalgränsen i en gren fick anmäla en friidrottare per gren om han/hon hade uppnått B-kvalgränsen mellan 1 januari 2007 och 23 juli 2008.
Om en nation inte hade någon friidrottare som klarat en kvalgräns i friidrott fick detta land anmäla en man och en kvinna.
Sverige använde principen att alla svenska deltagare måste klara A-kvalgränsen under angiven tid. Dessutom görs en bedömning av placeringar jämfört med konkurrenterna; idrottarna var tvungna att visa att de hade en god chans till minst 8:e plats, i enlighet med Sveriges Olympiska Kommittés kriterier.
USA hade principen att de tre bästa i varje gren vid amerikanska mästerskapen fick delta (om de klarat A-gränsen).
Ryssland hade principen att de två bästa i varje gren vid ryska mästerskapen fick delta, plus en till efter allmän bedömning (om de klarat A-gränsen). I höjdhopp blev tvåan och trean lika och fick båda åka, medan fyran i mästerskapen, Silnov (som hade världsårsbästa) inte blev uttagen. Efter mycket debatt fick han vara med och vann OS-guld.

## Resultat
De Olympiska spelen 2008 blev en av de bästa friidrottstävlingarna på flera år. Totalt slogs fem världsrekord och ytterligare tolv olympiska rekord noterades.
Jamaicas Usain Bolt slog både sitt eget världsrekord på 100 meter och Michael Johnsons världsrekord på 200 meter. Dessutom sprang Bolt i det jamaicanska lag som slog USA:s världsrekord på 4 x 100 meter. Vidare förbättrade både Jelena Isinbayeva och Gulnara Galkina-Samitova sina världsrekord i stavhopp respektive på 3 000 meter hinder.
Förutom världsrekorden så noterade Kenenisa Bekele olympiska rekord på både 5 000 meter och 10 000 meter. USA:s herrlag på 4 x 400 meter förbättrade sitt eget olympiska rekord. I stavhopp slog Steven Hooker nytt olympiskt rekord liksom norrmannen Andreas Thorkildsen i spjutkastning. Slutligen på herrsidan blev det olympiska rekord i 50 kilometer gång av Alex Schwazer och i maraton av Samuel Kamau Wanjiru.
På damsidan blev det olympiska rekord av Melaine Walker på 400 meter häck, Tirunesh Dibaba på 10 000 meter, Olga Kaniskina i gång, Francoise Mbango Etone i längdhopp och Aksana Miankova i släggkastning.

## Korrigerade resultat
- Ludmila Blonska,  Ukraina slutade ursprungligen på andra plats i sjukampen men blev diskvalificerad sedan hon varit dopad med methyltestosterone.
- Vadim Devjatovskij,  Belarus slutade tvåa i släggkastningen men blev diskvalificerad sedan han varit dopad. IOC utredde därefter ärendet och han fick tillbaka sin medalj på grund av bristande rutiner vid dopingkontrollen.
- Ivan Tjichan,  Belarus slutade trea i släggkastningen men blev diskvalificerad sedan han varit dopad. IOC utredde därefter ärendet och han fick tillbaka sin medalj på grund av bristande rutiner vid dopingkontrollen.
- Rashid Ramzi,  Bahrain vann ursprungligen 1 500 meter men blev den 18 november 2009 diskvalificerad sedan han varit dopad.